# Liste antiker Ortsnamen und geographischer Bezeichnungen/Av
| Lateinischer Name | Griechischer Name | Beschreibung                                                      | Heute                                   | Quellen und Verweise   | Lage |
| ----------------- | ----------------- | ----------------------------------------------------------------- | --------------------------------------- | ---------------------- | ---- |
| Avantici          |                   |                                                                   |                                         | Smith;                 |      |
| Avares            |                   |                                                                   |                                         | Smith;                 |      |
| Avaricum          |                   | Hauptsitz der gallischen Bituriger                                | Bourges in Frankreich                   | PECS; Smith;           |      |
| Avarum            |                   |                                                                   |                                         | Smith;                 |      |
| Aveia             |                   | Stadt der Vestiner in Italien                                     | Fossa in Provinz L’Aquila               | PECS; Pleiades; Smith; |      |
| Avenio            | Αὐενίων (Aueniōn) | Stadt der Gallia Narbonensis                                      | am Zusammenfluss von Durance und Rhone  | Smith;                 |      |
| Aventicum         |                   | Hauptort der römischen Civitas Helvetiorum, Zentrum der Helvetier | Avenches im Kanton Waadt in der Schweiz | PECS; Smith;           |      |
| Avernus Lacus     |                   |                                                                   |                                         | Smith;                 |      |
| Aviones           |                   |                                                                   |                                         | Smith;                 |      |
| Avium             |                   |                                                                   |                                         | Smith;                 |      |
| Avravannus        |                   |                                                                   |                                         | Smith;                 |      |
| Avus              | Αὔου (Auou)       | kleiner Fluss an der Westküste der Hispania Tarraconensis         |                                         | Smith;                 |      |